# Stijn Westenend
 (janvier 2019).
Si vous disposez d'ouvrages ou d'articles de référence ou si vous connaissez des sites web de qualité traitant du thème abordé ici, merci de compléter l'article en donnant les références utiles à sa vérifiabilité et en les liant à la section « Notes et références ».
Stijn Westenend, né le 10 avril 1972 à Eersel,, est un acteur néerlandais.

## Filmographie

### Cinéma et téléfilms
- 1996 : Zoë (film) : Le jeune docteur
- 1996 : Baantjer: Hans Offrijn
- 1997 : Lovely Liza (nl) : Joost
- 1998 : Ivoren Wachters (en): Philip Corvage
- 1999 : Un gamin (Kruimeltje) : Le chauffeur de taxi
- 2000 : De aanklacht (nl): Jeroen Beekwilder
- 2000 : Westenwind (nl) : Chemokid
- 2001 : De Grot (nl): Kees
- 2002 : Peter Bell (Pietje Bell) : Jozef Geelman
- 2003 : Russen (nl) : Frederik Stielberg
- 2003 : Peter Bell 2 (Pietje Bell 2: De Jacht op de Tsarenkroon) : Jozef Geelman
- 2004 : Ernstige Delicten (nl) : Peter van der Wal
- 2004 : Grijpstra & de Gier (nl) : Robert Vuijsje
- 2006 : Van Speijk : Frank de Waal
- 2006 : Afblijven (nl) : Chercheur numéro 1
- 2007 : Voetbalvrouwen (nl) : Le docteur
- 2007 : Boks (nl) : Barend
- 2007 : Kapitein Rob en het geheim van professor Lupardi (nl) : Le chercheur
- 2008 : Radeloos (nl) : L’infirmier
- 2009 : Lover of loser (nl) : Le professeur de mathématiques
- 2010-2019 : Flikken Maastricht : Matthieu Bosch
- 2011 : Razend (nl) : L'infirmier
- 2011 : Sonny Boy : L'employé de Waldemar
- 2012 : Van God Los (nl) : L'homme politique
- 2013 : Goede tijden, slechte tijden : Mike, l'avocat
- 2015 : Koefnoen Presenteert : Jack van der Gun
- 2015 : De fractie : Pieter Bok
- 2016 : The Windmill Massacre (nl) : Le guide touristique
- 2016 : Land van Lubbers (nl) : Elco Brinkman
- 2016 : De Maatschap (nl) : Hoeben
- 2016 : Het uur tussen hond en wolf (nl) : Van Leeuwen
- 2017 : Moordvrouw : Duco Witkamp
- 2017-2018 : SpangaS : Siep
- 2018 : Force (nl) : Mitch Bos
- 2019 : Flikken Maastricht : Jonathan Swate